# بریوزوفسکیی، استان کمروو
شهر بریوزوفسکی (به روسی: Березовский) در کشور روسیه و در استان کمروو واقع شده‌است.